# NewTek
NewTek è un'azienda statunitense realizzatrice del pacchetto professionale di modellazione e animazione 3D denominato Lightwave 3D, usato in importanti produzioni cinematografiche e televisive di tutto il mondo.
La Newtek è stata una delle artefici dell'avvento del 3D nei computer, con l'introduzione dell'hardware VideoToaster per i computer Amiga del 1986, un dispositivo che permetteva di combinare in tempo reale le immagini generate al computer con le immagini riprese nella realtà.